# Eva Dell'Acqua
Eva Dell'Acqua   (Schaerbeek i Brussel·les, 28 de gener de 1856 - Ixelles, 12 de febrer de 1930), va ser una cantant i compositora belga d'origen italià.

## Biografia
Va ser filla del pintor italià Cesare Dell'Acqua. Va compondre a l'estil romàntic i va crear obres orquestrals, música de cambra i altres obres per a piano i veu solista, i obres escèniques, incloent-hi òperes.
La seva cançó Villanelle per a soprano de coloratura ha estat àmpliament interpretada i gravada. Apareix a les bandes sonores de pel·lícules, com ara Get Hep to Love (1942) i La meva dona és un àngel (1942). Eva Dell'Acqua va morir el 12 de febrer de 1930 a Ixelles (Brussel·les), Bèlgica.

## Obres
Entre les seves obres, hi ha diverses operetes compostes entre 1888 i 1906.
- Villanelle (1893);
- Bachelette (1896);
- Jo donaria (1908);
- Vals de l'oreneta (1909);
- Cançó provençal per a orquestra;
- Cançó provençal' interpretada en francès per Virginia Rea Brunswick, disc 5187 A
- El clavicèmbal;
- Pierrot mentider, opereta (1918).[4]